# Nancy Morgan
Nancy Karen Morgan (Minneapolis, 1º aprile 1949) è un'attrice statunitense.

## Biografia
Nata nel Minnesota, figlia di Marjorie (nata Greenfield) e Samuel A. Morgan, Jr, è nipote di John "Red" Morgan, che si è aggiudicato la medaglia d'onore per il suo coraggio durante la seconda guerra mondiale, nel 1943, per gli eventi che sono stati successivamente romanzati nel film Cielo di fuoco.
Inizia la sua carriera nel 1975. Ha recitato al fianco di Ron Howard, nel debutto alla regia di quest'ultimo, nel film Attenti a quella pazza Rolls Royce, recita anche con l'attore italiano Terence Hill nel film Lucky Luke del 1991 e nell'omonima serie televisiva del 1992 basati sull'omonimo personaggio dei fumetti creato da Morris e René Goscinny.

### Vita privata
Il 16 settembre 1977 sposa l'attore John Ritter. Dall'unione nascono tre figli: l'attore Jason Ritter, Carly (nata il 1º marzo 1982) e Tyler (nato il 31 gennaio 1985). La coppia divorzia nel settembre 1996.

## Filmografia

### Cinema
- Fraternity Row, regia di Thomas J. Tobin (1977)
- Attenti a quella pazza Rolls Royce (Grand Theft Auto), regia di Ron Howard (1977)
- Americathon, regia di Neal Israel (1978)
- Pray TV, regia di Rick Friedberg (1980)
- Hambone and Hillie, regia di Roy Watts (1983)
- The Nest, regia di Terence H. Winkless (1988)
- Behind God's Back, regia di Judyann Elder (1989)
- Lucky Luke, regia di Terence Hill (1991)
- Good Dick, regia di Marianna Palka (2008)
- Boston, regia di Mario R. Coello (2014)
- Always Worthy, regia di Marianna Palka (2015)
- Heirloom, regia di Marianna Palka (2016)

### Televisione
- Medical Center - serie TV, 2 episodi (1975)
- Lucas Tanner - serie TV, 2 episodi (1975)
- McMillan e signora (McMillan & Wife) - serie TV, 1 episodio (1976)
- Shazam! - serie TV, 1 episodio (1976)
- The San Pedro Beach Bums - serie TV (1977)
- Good Times - serie TV, 1 episodio (1978)
- Nel tunnel dei misteri con Nancy Drew e gli Hardy Boys (The Hardy Boys/Nancy Drew Mysteries) - serie TV, 1 episodio (1978)
- What's Happening!! - serie TV, 1 episodio (1978)
- Backstairs at the White House - serie TV, 1 episodio (1979)
- Romance Theatre - serie TV (1982)
- Il mio amico Arnold (Diff'rent Strokes) - serie TV, 1 episodio (1982)
- The Paper Chase - serie TV, 1 episodio (1983)
- Love Boat (The Love Boat) - serie TV, 2 episodi (1983)
- Aaron's Way - serie TV, 1 episodio (1988)
- Tricks of the Trade, regia di Jack Bender - Film TV (1988)
- Hooperman - serie TV, 1 episodio (1988)
- Have Faith - serie TV, 1 episodio (1989)
- The Dreamer of Oz: The L. Frank Baum Story (1990) - Film TV
- Lucky Luke - serie TV (1992)
- Un nuovo amore, regia di Michael Miller (1993) - Film TV
- Who's Your Momma? (2004) - Film TV
- Hairapy - serie TV, 1 episodio (2014)
- Monday Night Shakespeare - miniserie TV (2015)

## Doppiatrici italiane
Nelle versioni in italiano dei suoi film, Nancy Morgan è stata doppiata da:
- Cristina Boraschi in: Lucky Luke (film e serie televisiva)